# Pallenopsis mariae
Pallenopsis mariae är en havsspindelart som beskrevs av Larramendy, M.L. och Z.L.A. de Castellanos 1978. Pallenopsis mariae ingår i släktet Pallenopsis och familjen Phoxichilidiidae. Inga underarter finns listade i Catalogue of Life.